# ...And Then I Wrote
...And Then I Wrote es el primer álbum de estudio del músico estadounidense Willie Nelson publicado por la compañía discográfica Liberty Records en septiembre de 1962.
A pesar de los esfuerzos infructuosos de Nelson para tener éxito con sus lanzamientos con D Records, y después de intentar desarrollar una carrera como cantante con otros sellos, vendió varias de sus primeras composiciones a otros artistas. Después de que la canción "Family Bible" se convirtiese en un éxito en manos de Claude Gray en 1960, se trasladó a Nashville, donde firmó con Pamper Music como compositor. Varias de sus composiciones fueron éxitos en manos de artistas como Faron Young ("Hello Walls"); Ray Price ("Night Life") y Patsy Cline ("Crazy").  
Impulsado por el éxito de sus composiciones, firmó un contrato discográfico con Liberty Records. En agosto, Nelson comenzó a grabar su primer disco, producido por Joe Allison. El sencillo "Touch Me" fue el segundo top 10 de Nelson al llegar a la séptima posición de la lista Hot Country Singles de Billboard.

## Lista de canciones
Todas las canciones escritas y compuestas por Willie Nelson excepto donde se anota. 
| Cara A |                             |          |  |
| N.º    | Título                      | Duración |  |
| 1.     | «Touch Me»                  | 2:12     |  |
| 2.     | «Wake Me When It's Over»    | 2:48     |  |
| 3.     | «Hello Walls»               | 2:23     |  |
| 4.     | «Funny How Time Slips Away» | 3:02     |  |
| 5.     | «Crazy»                     | 2:50     |  |
| 6.     | «The Part Where I Cry»      | 2:18     |  |

| Cara B |                                         |          |  |
| N.º    | Título                                  | Duración |  |
| 1.     | «Mr. Record Man»                        | 2:10     |  |
| 2.     | «Three Days»                            | 2:33     |  |
| 3.     | «One Step Beyond»                       | 2:20     |  |
| 4.     | «Undo the Right» (Hank Cochran, Nelson) | 2:56     |  |
| 5.     | «Darkness on the Face of the Earth»     | 2:19     |  |
| 6.     | «Where My House Lives»                  | 2:24     |  |

## Personal
- Willie Nelson - guitarra y voz.